# 極點滅殺
《極點滅殺》是2001年索尼互動娛樂製作的PlayStation 2遊戲軟體。

## 故事大綱
某個位於被冰和雪所封閉的南極大陸上的美國軍事研究基地，突然與外界失去聯絡，於是美國政府派遣紅線小隊前去查探，主角丹尼斯‧萊利是紅線小隊的一員，在他們搭乘的飛機即將抵達時，突然遭到襲擊而墜機，丹尼斯趁機從飛機上逃出後，除了必須一邊與眾多怪物對抗，並且也必須找出可以逃離這座已經被怪物們控制的基地的方法。

## 登場人物
丹尼斯‧萊利(デニス・ライリー) （声：神奈延年）
紅線小隊的中士。擅長使用各種武器。年齢24歲。身高180cm、体重70kg。
羅傑‧克利葛曼(ロジャー・グリッグマン) （声：乃村健次）
丹尼斯的搭檔。個性開朗而喜歡開玩笑。是用刀高手。年齢26歲。身長192cm、体重120kg。
辛蒂‧倩恩(シンディ・チェン) （声：淺野麻由美）
美國陸軍特殊防疫部隊所屬的細菌学博士。年齢24歲。身長163cm、体重46kg。

## 敵人
蟲子(バグズ)
存在於施設內的小型外星人。
變種人(ヒューマン)
是寄生在基地研究員體內的外星人。
騎兵(トルーパー)
有著像是螳螂手腕的外星人
捕食者(プレデター)
獸型外星人。攻擊時會變透明。
夜襲者(ナイトストーカー)
蝙蝠型外星人。
監視者 (ウォッチドッグ)
二腳步行的外星人。會突擊人類並且使用毒液攻擊。
槍手(ガンナー)
是寄生在海陸特遣隊隊員的外星人。